# 99 Luftballons
"99 Luftballons" är en poplåt, skriven av Uwe Fahrenkrog-Petersen och Carlo Karges som en protestsång under det kalla krigets dagar. Den är mest känd genom insjungningen av Nena 1983. 

## Bakgrund
Låten uppstod under Kalla krigets sista fas på 1980-talet när Nato genom sitt så kallade dubbelbeslut stationerade nya atomrobotar i Västtyskland. På grund av denna upprustning ökade rädslan för ett kärnvapenkrig och därmed växte även fredsrörelsen.
En dag i juni 1982 då Rolling Stones gav konsert i Västberlin var Carlo Karges, som spelade gitarr i Nenas band, där och tittade och såg hur en stor mängd ballonger släpptes ut. Då vinden drev ballongerna mot horisonten skiftade de färg och påminde alltmer om oidentifierade flygande föremål, och han tänkte på vad som skulle hända om de flög över till Östberlin.
Texten beskriver en historia om hur 99 ballonger flyger mot horisonten och hur militären tror att det är missiler vilket leder till en militär konfrontation som slutar med ett kärnvapenkrig som ödelägger hela världen.

## Listplacering
"99 Luftballons" spelades in av Nena, och var singeletta i Västtyskland 1983. 1984 låg denna singel, med text på tyska, som högst på andra plats på Billboardlistan i USA. Kevin McAlea skrev även en text på engelska som heter 99 Red Ballons som 1984 var singeletta i Storbritannien.
| Lista (1983–1984) | Topplacering |
| ----------------- | ------------ |
| Nederländerna     | 1            |
| Norge             | 4            |
| Nya Zeeland       | 1            |
| Schweiz           | 1            |
| Sverige           | 1            |
| Österrike         | 1            |